# St.-Annen-Kirche (Zepernick)

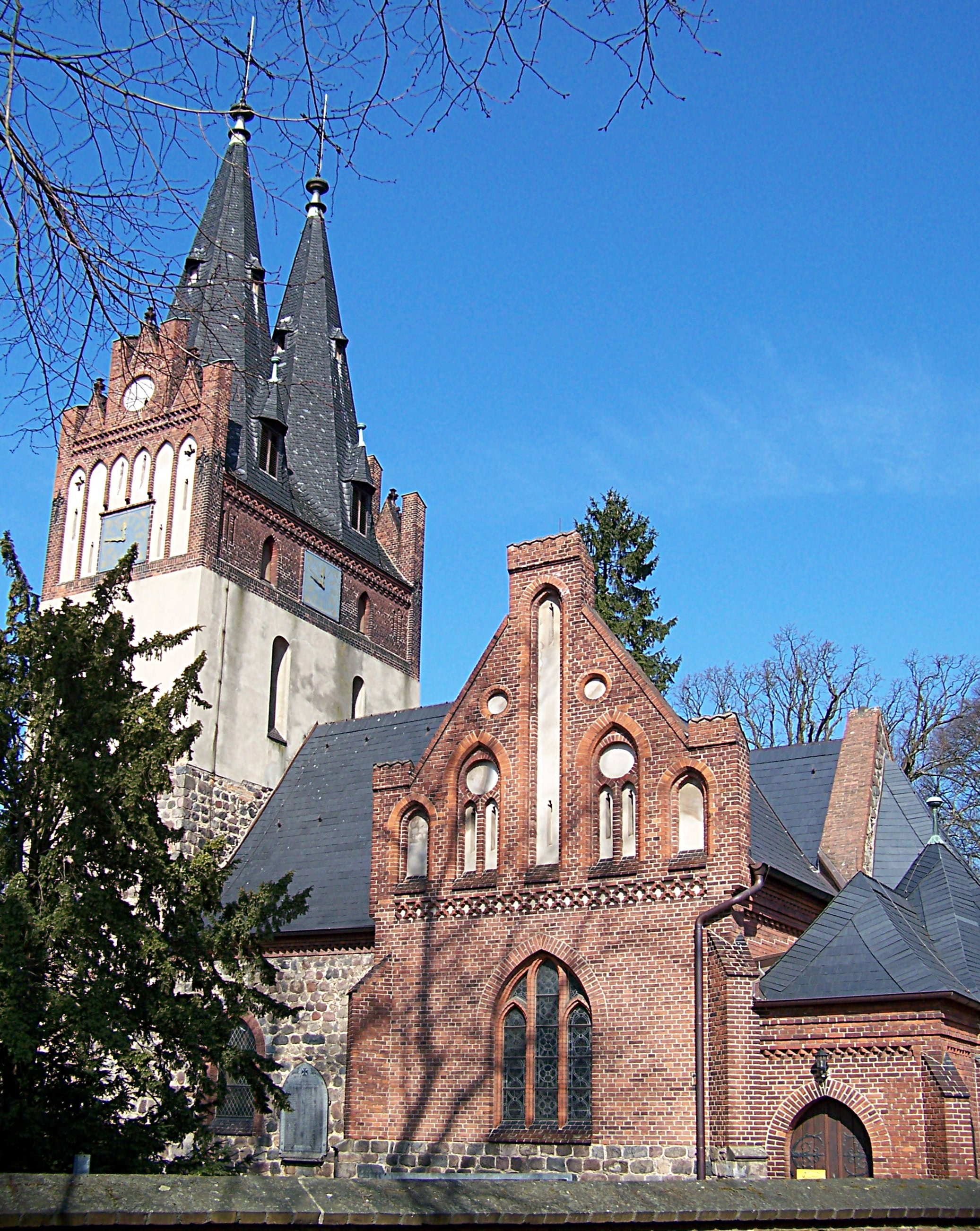
St.-Annen-Kirche in Zepernick

Die evangelische St.-Annen-Kirche steht in Zepernick, einem Ortsteil der Gemeinde Panketal im brandenburgischen Landkreis Barnim. Die Kirche gehört der Kirchengemeinde Zepernick-Schönow des Kirchenkreises Barnim der Evangelischen Kirche Berlin-Brandenburg-schlesische Oberlausitz an. Das Gebäude steht unter Denkmalschutz.

## Baubeschreibung
Die Kirche steht in der Schönower Straße, nahe der Ecke zur Straße Alt Zepernick. Es handelt sich im Ursprung um eine Feldsteinkirche mit eingezogenem Chor und Westquerturm aus dem mittleren 13. Jahrhundert. Im Jahr 1889/90 wurde sie durch den Regierungsbaumeister Köhne umgestaltet, wobei der Westturm durch einen teilweise verputzten Backsteinaufsatz mit zwei Spitzhelmen erhöht wurde. Dem Chor wurden Kreuzarme aus Backstein auf Feldsteinsockel sowie eine polygonale Backsteinapsis mit Seitenanbauten hinzugefügt. Die Apsis wurde in neuromanischen, der Turmaufsatz und die Kreuzarme in neugotischen Formen gestaltet, die sich an der Klosterkirche Chorin orientierten. Die seitlichen Turmgiebel sind Kopien der Westfassade der Klosterkirche, während die Giebel der Kreuzarme dem dortigen Brauhaus ähneln. Alle Öffnungen wurden spitzbogig in Backstein erneuert. Die Kirche wurde zwischen 1996 und 1999 restauriert.
Im Inneren der Kirche ist das Schiff aus dem 15. Jahrhundert über einem runden Mittelpfeiler kreuzrippengewölbt, während der Chor ein achtteiliges Gewölbe hat. Im Jahr 1890 wurde ein zweiter Pfeiler unter dem rundbogigen Triumphbogen beseitigt, und die Kreuzarme sowie die Apsis wurden ebenfalls rippengewölbt. Die Glasfenster in den Kreuzarmen sowie die Ausstattung wie der Altar und die massive neugotische Sandsteinkanzel stammen aus dem Jahr 1890. Die Westempore und das Gestühl wurden 1998 entfernt. Die Orgel ist ein Hybridinstrument mit 9 Pfeifen- (Jehmlich 1978) und mehreren elektronischen (Hoffrichter 2019) Registern. Die Neue Musik hat hier einen prominenten Platz, u. a. mit der jährlichen Konzertreihe Randspiele, organisiert von Kantorin Karin Zapf und Komponist Helmut Zapf.